# Blas Hernández
Juan Blas Hernández, (20 de enero de 1879, Remedios (Las Villas, Cuba) - 9 de noviembre de 1933, La Habana)  también conocido como El Sandino de Cuba fue un militante cubano prominente en la revuelta de 1933 contra Gerardo Machado. Dirigió varias campañas exitosas contra las tropas de Machado en el camino a La Habana.

## Biografía

### Primeros años
Nació en 1879 en Remedios (Las Villas, Cuba), pero vivió en su niñez en diferentes pueblos de la isla. Su padre, Leandro Hernández, era originario de Barlovento, en la isla canaria de La Palma. Su madre, Micaela Martínez, era de Canasí, pero, según parece, era también hija de colonos canarios.

### Trayectoria militar
En 1931, en el mes de agosto, Hernández se reveló en Morón (Ciego de Ávila) dentro de una revuelta iniciada para derrocar la dictadura de Machado. Aunque el levantamiento fracasó, Blas Hernández organizó su propio ejército que si bien fue derrotado, se mantuvo en la lucha, logrando organizar con el tiempo un ejército compuesto por varios miles de hombres. Debido a su resistencia contra el ejército del dictador, la prensa estadounidense decidió ponerle el seudónimo de "El Sandino de Cuba". Más tarde, con la solicitud de un nuevo gobierno liderado por Fulgencio Batista, fue invitado a La Habana aunque con la condición de que llegara sin armas.

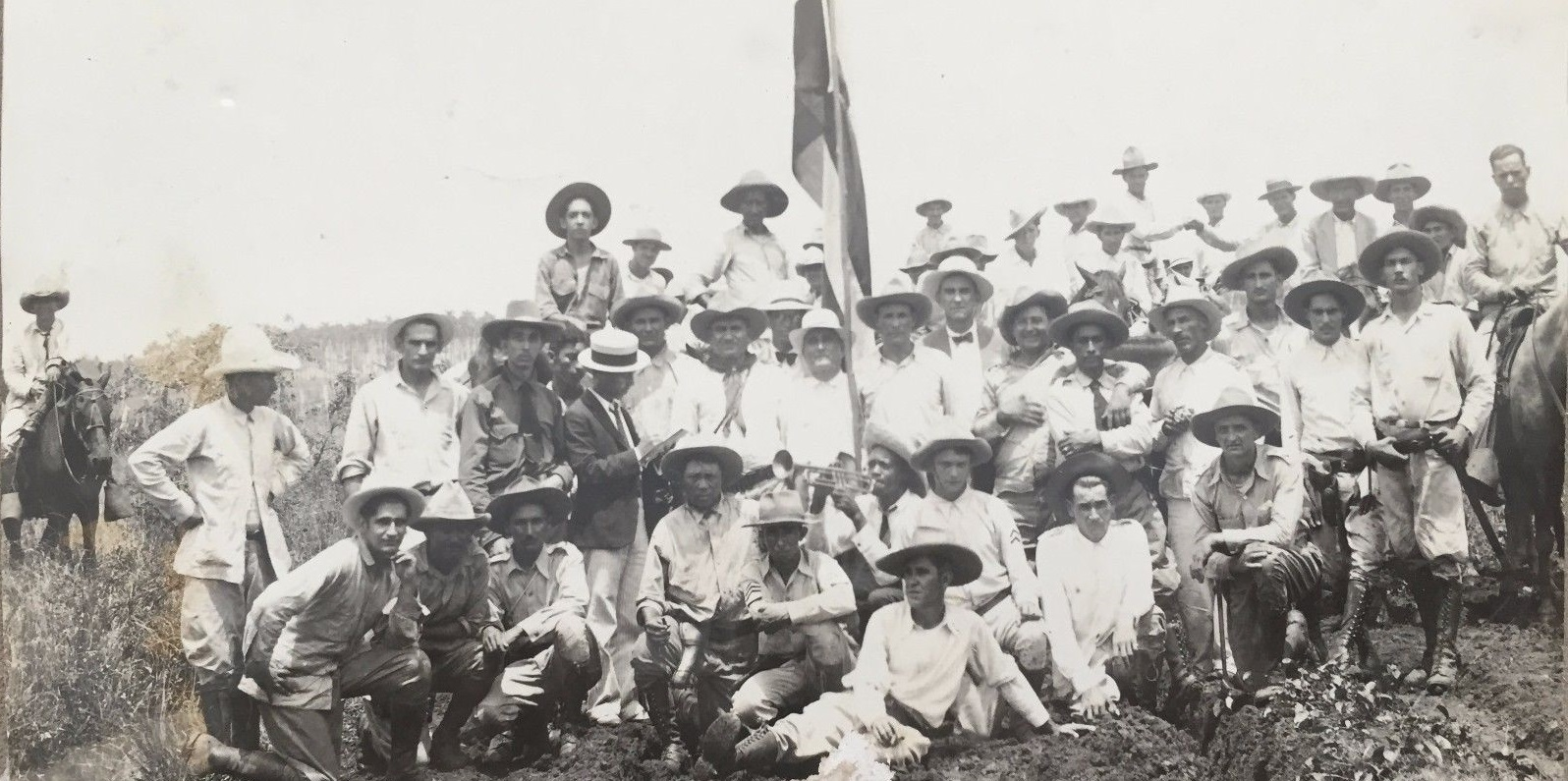
Coronel Blas Hernández (alrededor de 1933), fila del medio, segundo a la izquierda desde la bandera.

El 8 de noviembre de 1933, Blas Hernández se rebeló contra el Gobierno de los Cien Días de Ramón Grau San Martín junto con la organización secreta radical ABC y militares en activo, pero el Ejército Nacional dirigido por el coronel Fulgencio Batista derrotó el intento de golpe de Estado. Blas y los insurgentes ocuparon el Castillo de Atarés, en La Habana. Batista ordenó el ataque terrestre y el bombardeo de la fortaleza por el buque Patria y el crucero Cuba, desde la bahía de La Habana. La artillería causó muchas bajas entre los rebeldes dirigidos por el comandante Ciro Leonard y por Blas Hernández. En la rendición, Blas fue llamado por su nombre y cuando respondió, hallándose herido en una pierna, fue inmediatamente asesinado por Mario Alfonso Hernández, oficial del ejército de Batista y miembro de la Junta de los Ocho, quién le disparó en el pecho y en la cabeza.

### Vida personal
Blas Hernández se casó con María Bartola Peña Rodríguez, también descendiente directa de canarios. Juntos tuvieron diez hijos.